# Campeonato Mundial de Clubes de Voleibol Masculino de 2012
O Campeonato Mundial de Clubes de Voleibol Masculino de 2012 foi a oitava edição do torneio organizado anualmente pela FIVB. Foi disputado de 13 a 19 de outubro de 2012 na cidade de Doha, Catar. O Diatec Trentino (Itália) conquistou seu quarto título mundial consecutivo ao vencer o Sada Cruzeiro Vôlei (Brasil) na final por três sets a zero.

## Formato de disputa
As oito equipes foram dispostas em dois grupos de quatro equipes conforme sorteio realizado em 2 de setembro de 2012. Todas as equipes se enfrentaram entre si dentro de seus grupos em turno único. As duas primeiras colocadas de cada grupo se classificaram para a fase semifinal, na qual se enfrentaram em cruzamento olímpico. Os times vencedores das semifinais se enfrentaram na partida final, que definiu o campeão; já as equipes derrotadas nas semifinais decidiram a terceira posição.
Para a classificação dentre dos grupos na primeira fase, o placar de 3-0 ou 3-1 garante três pontos para a equipe vencedora e nenhum para a equipe derrotada; já o placar de 3-2 garante dois pontos para a equipe vencedora e um para a perdedora.[carece de fontes?]

## Equipes participantes
As seguintes equipes foram qualificadas para a disputa do Mundial de Clubes de 2012:
| Equipe              | País    | Qualificação                          |
| ------------------- | ------- | ------------------------------------- |
| Al Arabi Doha       | Catar   | Campeonato Catari 2011/2012           |
| Al-Rayyan SC        | Catar   | Campeonato Asiático 2012              |
| PGE Skra Belchatów  | Polónia | Convite                               |
| Sada Cruzeiro Vôlei | Brasil  | Campeonato Sul-Americano 2012         |
| Tigres              | México  | Representante NORCECA                 |
| Trentino Diatec     | Itália  | Convite                               |
| Zamalek             | Egito   | Campeonato Africano 2012              |
| Zenit Kazan         | Rússia  | Liga dos Campeões da Europa 2011/2012 |

## Primeira fase
- Horários UTC+03:00

### Grupo A
Classificação
|     |                   |     | Jogos | Jogos | Jogos | Pontos | Pontos | Pontos | Sets | Sets | Sets  |
| Pos | Equipe            | Pts | T     | V     | D     | V      | P      | R      | V    | P    | R     |
| --- | ----------------- | --- | ----- | ----- | ----- | ------ | ------ | ------ | ---- | ---- | ----- |
| 1   | Trentino Volley   | 7   | 3     | 3     | 0     | 300    | 261    | 1.149  | 9    | 4    | 2.250 |
| 2   | ASE Sada Cruzeiro | 7   | 3     | 2     | 1     | 290    | 246    | 1.179  | 8    | 4    | 2,000 |
| 3   | Al-Rayyan SC      | 4   | 3     | 1     | 2     | 252    | 256    | 0.984  | 6    | 6    | 1,000 |
| 4   | Tigres            | 0   | 3     | 0     | 3     | 146    | 225    | 0.649  | 0    | 9    | 0,000 |

Resultados
| Data   | Hora  |                   | Placar |                   | Set 1 | Set 2 | Set 3 | Set 4 | Set 5 | Total   | Relatório |
| ------ | ----- | ----------------- | ------ | ----------------- | ----- | ----- | ----- | ----- | ----- | ------- | --------- |
| 13 oct | 15:00 | ASE Sada Cruzeiro | 3–0    | Tigres            | 25–17 | 25–13 | 25–18 |       |       | 75–48   | 75–48     |
| 13 oct | 19:00 | Trentino Volley   | 3–2    | Al-Rayyan SC      | 22–25 | 25–18 | 23–25 | 25–17 | 15– 9 | 110–85  | 110–94    |
| 14 oct | 17:00 | Trentino Volley   | 3–0    | Tigres            | 25–15 | 25–15 | 25–20 |       |       | 75–50   | 75–50     |
| 14 oct | 19:00 | ASE Sada Cruzeiro | 3–1    | Al-Rayyan SC      | 25–20 | 23–25 | 25–16 | 25–22 |       | 98–83   | 98–83     |
| 16 oct | 15:00 | Trentino Volley   | 3–2    | ASE Sada Cruzeiro | 25–23 | 24–26 | 26–24 | 19–25 | 21–19 | 115–117 | 115–117   |
| 16 oct | 19:00 | Al-Rayyan SC      | 3–0    | Tigres            | 25–13 | 25–17 | 25–18 |       |       | 75–48   | 75–48     |

### Grupo B
Classificação
|     |                |     | Jogos | Jogos | Jogos | Pontos | Pontos | Pontos | Sets | Sets | Sets  |
| Pos | Equipe         | Pts | T     | V     | D     | V      | P      | R      | V    | P    | R     |
| --- | -------------- | --- | ----- | ----- | ----- | ------ | ------ | ------ | ---- | ---- | ----- |
| 1   | Skra Belchatów | 8   | 3     | 3     | 0     | 274    | 248    | 1.105  | 9    | 3    | 3,000 |
| 2   | Zenit Kazan    | 7   | 3     | 2     | 1     | 281    | 242    | 1.161  | 8    | 4    | 2,000 |
| 3   | Al Arabi SC    | 3   | 3     | 1     | 2     | 244    | 250    | 0.976  | 5    | 6    | 0.833 |
| 4   | Zamalek SC     | 0   | 3     | 0     | 3     | 171    | 230    | 0.743  | 0    | 9    | 0,000 |

Resultados
| Data   | Hora  |                | Placar |                | Set 1 | Set 2 | Set 3 | Set 4 | Set 5 | Total   | Relatório |
| ------ | ----- | -------------- | ------ | -------------- | ----- | ----- | ----- | ----- | ----- | ------- | --------- |
| 13 out | 17:00 | Skra Belchatów | 3–0    | Zamalek SC     | 27–25 | 25–19 | 28–26 |       |       | 80–70   | 80–70     |
| 14 out | 15:00 | Al Arabi SC    | 1–3    | Zenit Kazan    | 22–25 | 22–25 | 31–29 | 18–25 |       | 93–104  | 93–104    |
| 15 out | 10:00 | Al Arabi SC    | 3–0    | Zamalek SC     | 25–19 | 25–16 | 25–20 |       |       | 75–55   | 75–55     |
| 15 out | 19:00 | Zenit Kazan    | 2–3    | Skra Belchatów | 25–21 | 23–25 | 25–17 | 19–25 | 10–15 | 102–103 | 102–103   |
| 17 out | 15:00 | Zenit Kazan    | 3–0    | Zamalek SC     | 25–13 | 25–19 | 25–14 |       |       | 75–46   | 75–46     |
| 17 out | 19:00 | Skra Belchatów | 3–1    | Al Arabi SC    | 25–17 | 25–17 | 16–25 | 25–17 |       | 91–76   | 91–76     |

## Fase final
- Horários UTC+03:00

|  | Semifinais        | Semifinais        |   |               | Final           | Final |  |
|  |                   |                   |   |               |                 |       |  |
|  | 18 de outubro     |                   |   |               |                 |       |  |
|  | Trentino Volley   | 3                 |   |               |                 |       |  |
|  | Zenit Kazan       | 0                 |   |               |                 |       |  |
|  |                   |                   |   |               |                 |       |  |
|  |                   |                   |   |               | 19 de outubro   |       |  |
|  |                   |                   |   |               | Trentino Volley | 3     |  |
|  |                   | ASE Sada Cruzeiro | 0 |               |                 |       |  |
|  |                   |                   |   |               |                 |       |  |
|  |                   |                   |   |               |                 |       |  |
|  |                   |                   |   |               | Terceiro lugar  |       |  |
|  | 18 de outubro     | 18 de outubro     |   | 19 de outubro | 19 de outubro   |       |  |
|  | Skra Belchatów    | 2                 |   | Zenit Kazan   | 2               |       |  |
|  | ASE Sada Cruzeiro | 3                 |   |               | Skra Belchatów  | 3     |  |

### Semifinais
| Data   | Hora  |                 | Placar |                   | Set 1 | Set 2 | Set 3 | Set 4 | Set 5 | Total   | Relatório |
| ------ | ----- | --------------- | ------ | ----------------- | ----- | ----- | ----- | ----- | ----- | ------- | --------- |
| 18 out | 15:00 | Trentino Volley | 3–0    | Zenit Kazan       | 25–14 | 25–20 | 25–14 |       |       | 75–48   | 75–48     |
| 18 out | 19:00 | Skra Belchatów  | 2–3    | ASE Sada Cruzeiro | 21–25 | 25–23 | 25–27 | 25–23 | 9–15  | 105–113 | 105–113   |

### Disputa do terceiro lugar
| Data   | Hora  |             | Placar |                | Set 1 | Set 2 | Set 3 | Set 4 | Set 5 | Total  | Relatório |
| ------ | ----- | ----------- | ------ | -------------- | ----- | ----- | ----- | ----- | ----- | ------ | --------- |
| 19 out | 15:00 | Zenit Kazan | 2–3    | Skra Belchatów | 18–25 | 25–18 | 25–15 | 24–26 | 11–15 | 103–99 | 103–99    |

### Final
| Data   | Hora  |                 | Placar |                   | Set 1 | Set 2 | Set 3 | Set 4 | Set 5 | Total | Relatório |
| ------ | ----- | --------------- | ------ | ----------------- | ----- | ----- | ----- | ----- | ----- | ----- | --------- |
| 19 out | 19:00 | Trentino Volley | 3–0    | ASE Sada Cruzeiro | 25–18 | 25–15 | 29–27 |       |       | 79–60 | 79–60     |

## Classificação final
| Pos | Equipe            | Confederação |
| --- | ----------------- | ------------ |
| 1   | Trentino Volley   | CEV          |
| 2   | ASE Sada Cruzeiro | CSV          |
| 3   | Skra Belchatów    | CEV          |
| 4   | Zenit Kazan       | CEV          |
| 5   | Al Arabi SC       | AVC          |
| 5   | Tigres            | NORCECA      |
| 5   | Zamalek SC        | CAVB         |
| 5   | Al-Rayyan SC      | AVC          |

## Prêmios individuais
| Prêmio            | Jogador                 | Equipe            |
| ----------------- | ----------------------- | ----------------- |
| MVP               | Osmany Juantorena       | Trentino Volley   |
| Maior pontuador   | Aleksandar Atanasijevic | Skra Belchatów    |
| Melhor atacante   | Jan Stokr               | Trentino Volley   |
| Melhor bloqueador | Emanuele Birarelli      | Trentino Volley   |
| Melhor sacador    | Wallace de Souza        | ASE Sada Cruzeiro |
| Melhor receptor   | Sérgio Nogueira         | ASE Sada Cruzeiro |
| Melhor levantador | William Peixoto Arjona  | ASE Sada Cruzeiro |
| Melhor líbero     | Sérgio Nogueira         | ASE Sada Cruzeiro |